# Параюбея
Параюбея (лат. Parajubaea) — олиготипный род растений семейства Пальмовые (Arecaceae), распространённый в Андах (от Колумбии до Боливии).

## Описание
Однодомные деревья, растущие отдельно. Листья перистые: черешок невооружённый, листочки раздвоенные или косые.
Соцветие разветвлено до 1(2) порядков; прицветник глубокобороздчатый. Тычиночные цветки сидячие, асимметричные; чашелистиков и лепестков по 3. Тычинок 15, нити согнутые; пыльники линейные, прикреплённые спинкой, интрорзные; пыльца бороздчатая, экзина тектатная, точечная. Кольцо из сросшихся стаминодиев 3-лопастное.
Плод односемянный, клювообразный; эндокарпий гладкий, экзокарпий толстый, неправильной формы, проростковые поры расположены у основания, погружённые. Эндосперм гомогенный, с полостью.

## Виды
Род включает три вида:
- Parajubaea cocoides Burret (1930) — Колумбия, Эквадор и Перу
- Parajubaea sunkha M.Moraes (1996) — Боливия
- Parajubaea torallyi (Mart.) Burret (1930) — Боливия